# 663 Gerlinde
A 663 Gerlinde egy a Naprendszer kisbolygói közül, amit August Kopff fedezett fel 1908. június 24-én.